# Siniy Dar
Siniy Dar en ruso: Синий Дар, es una variedad cultivar de ciruelo (Prunus domestica), de las denominadas ciruelas europeas,
una variedad de ciruelaobtenida en el "Instituto Panruso de Selección y Tecnología de Horticultura y Viveros". Las frutas tienen un tamaño pequeño, son ovalados, forma irregular, sin pubescencia, fuerte capa cerosa, parte superior y base ovaladas, sutura ventral poco desarrollada, color de la cubierta es púrpura oscuro, sin color de cobertura, cubiertos en un grado alto con una capa de pruina azulada, y pulpa de color amarillo verdoso, con textura granular fibrosa, su densidad es superior a la media, la jugosidad es media, y el contenido de azúcar y aroma de la pulpa es promedio.

## Sinonimia
- "Синий Дар",
- "Regalo Azul",
- "Слива Синий Дар",
- "Sliva Siniy Dar".[4][5]

## Historia
'Siniy Dar' es una variedad de ciruela creada por el equipo de obtentores formado por S.N. Satarova, y V.S. Simonov en el "Instituto Panruso de Selección y Tecnología de Horticultura y Viveros" mediante el cruce de la variedad 'Ochakovskaya' como "Parental Madre" x el polen de la variedad 'Pamyat Timiryazeva' como "Parental Padre".
'Siniy Dar' está inscrita en el "Registro Estatal" desde 2001 para la Región Central de Rusia.

## Características
'Siniy Dar' es un árbol de mediana altura. La copa es ovalada y elevada, la densidad y el follaje son medianos, los brotes son de color marrón grisáceo y pubescentes, las yemas son de tamaño mediano, desviadas del brote. Lámina de la hoja: de forma lanceolada, el tamaño (largo x ancho) es de 38,7 cm2, el color es verde oscuro, el grosor es mediano, la superficie es ligeramente arrugada, no hay pubescencia en la parte superior, pero sí en la inferior, el borde es aserrado, el pecíolo es de longitud media con glándulas. En la flor los pétalos no están cerrados, hay 18 estambres, el estigma del pistilo se encuentra ligeramente por encima de los estambres, el ovario está desnudo, el cáliz tiene forma de copa, el pedúnculo es de longitud media, desnudo. Florece y fructifica en ramitas de ramo y brotes anuales. El tiempo de floración es del 12 al 19 de mayo. Variedad autofértil, con un rendimiento superior al promedio.
'Siniy Dar' tiene frutos de tamaño pequeño, tienen un peso promedio de 14,0 gr, son ovalados, forma irregular, sin pubescencia, fuerte capa cerosa, parte superior y base ovaladas, sutura ventral poco desarrollada; piel fina y se separa de la pulpa de forma regular, el color de la cubierta es púrpura oscuro, sin color de cobertura, cubiertos en un grado alto con una capa de pruina azulada; puntos ligeramente visibles; la sutura ventral está poco desarrollada; el pedúnculo es de longitud media, siendo la separación del pedúnculo del fruto seca, lo que facilita su transporte; la pulpa es de color amarillo verdoso, con textura granular fibrosa, su densidad es superior a la media, la jugosidad es media. El contenido de azúcar y aroma de la pulpa es promedio, y la calificación de sabor es de 4 puntos. La composición química de la piel y la pulpa: materia seca - 15,44%, ácidos libres - 0,99%, azúcares totales - 8,5%, vitamina C - 7,17 mg/100 gr.
Hueso es semi adherente, ovalado, pesa 1 g, el porcentaje de hueso en el peso del fruto es de 7,1.
El fruto madura en la segunda decena de agosto en el sur de la Región Central de la Tierra Negra.

## Usos
Los frutos son adecuados tanto para el consumo en fresco como para diversos tipos de procesamiento, entre otros, mermelada, conservas.
Apto para producción y horticultura intensiva.

## Cualidades
La variedad es de rendimiento medio, medianamente resistente al invierno, resistencia a la sequía es media, autofértil. 
Los daños por enfermedades (clasterosporosis, podredumbre del fruto) son medios (2-3,5 puntos), los daños por plagas (pulgones, carpocapsa) son superiores a la media (3-4 puntos).
Ventajas de la variedad: mayor resistencia invernal de los botones florales, autofertilidad, productividad, frutos de uso universal. 
Desventajas de la variedad: frutos pequeños.